# Riksväg 47
De Zweedse rijksweg 47 is gelegen in de provincies Västra Götalands län, Jönköpings län en Kalmar län en is circa 327 kilometer lang.

## Plaatsen langs de weg
- Trollhättan
- Grästorp
- Stora Levene
- Vara
- Emtunga
- Tråvad
- Odensberg
- Falköping
- Sandhem
- Mullsjö
- Bankeryd
- Jönköping
- Tenhult
- Forserum
- Äng
- Nässjö
- Stensjön
- Björköby
- Ekenässjön
- Vetlanda
- Sjunnen
- Holsbybrunn
- Kvillsfors
- Järnforsen
- Målilla
- Rosenfors
- Mörlunda
- Bockara
- Oskarshamn

## Knooppunten
- E45 bij Trollhättan, begin gezamenlijk tracé Riksväg 42/Riksväg 44
- Riksväg 42: einde gezamenlijk tracé over bijna 4 kilometer, bij Trollhättan
- Riksväg 44: einde gezamenlijk tracé over 19 kilometer, bij Grästorp
- Länsväg 186 bij Grästorp
- Länsväg 187: kort gezamenlijk tracé, bij Vara/Stora Levene
- E20 bij Emtunga
- Länsväg 181 bij Odensberg
- Riksväg 46 bij Falköping (1 kilometer gezamenlijk tracé)
- Länsväg 193
- Riksväg 26: start gezamenlijk tracé over 40 kilometer
- Länsväg 185 bij Mullsjö
- Länsväg 195: volgt vanaf Bankeryd (samen met Riksväg 26) ongeveer 8 kilometer zelfde tracé tot Jönköping
- Riksväg 26: einde gezamenlijk tracé, Riksväg 40: start gezamenlijk tracé, bij Jönköping
- E4: start gezamenlijk tracé, bij Jönköping
- E4: einde gezamenlijk tracé, Riksväg 31: begin gezamenlijk tracé, bij Jönköping
- Riksväg 40: einde gezamenlijk tracé, bij Nässjö
- Länsväg 128 bij Stensjön
- Riksväg 32: gezamenlijk tracé over zo'n 8 kilometer (inclusief Riksväg 31), voor Vetlanda
- Länsväg 127: start gezamenlijk tracé over 3 kilometer, bij Vetlanda
- Riksväg 28/Riksväg 31/Länsväg 127: einde gezamenlijk tracé, bij Vetlanda
- Länsväg 125 bij Vetlanda
- Riksväg 23: begin gezamenlijk tracé over zo'n 3 kilometer, bij Målilla
- Riksväg 23: einde gezamenlijk tracé, Riksväg 34: begin gezamenlijk tracé, bij Målilla
- Riksväg 34: einde gezamenlijk tracé, Riksväg 37: begin gezamenlijk tracé, bij Bockara
- E22 bij Oskarshamn (einde)

Europese wegen:
E4 · E6 · E10 · E12 · E14 · E16 · E18 · E20 · E22 · E45 · E65
Riksvägar:
9 · 11 · 13 · 15 · 17 · 19 · 21 · 23 · 24 · 25 · 26 · 27 · 28 · 29 · 30 · 31 · 32 · 34 · 35 · 37 · 40 · 41 · 42 · 44 · 46 · 47 · 49 · 50 · 51 · 52 · 53 · 55 · 56 · 57 · 61 · 62 · 63 · 66 · 68 · 69 · 70 · 72 · 73 · 75 · 76 · 77 · 83 · 84 · 86 · 87 · 90 · 92 · 94 · 95 · 97 · 98 · 99